# Lochmaske

Funktion der Loch- bzw. Schlitzmaske

Eine Lochmaske (vgl. auch Streifenmaske, Schlitzmaske) ist ein dünnes Metallgitter, welches in Farbbildröhren etwa 20 mm hinter dem Bildschirm angebracht ist. Die Lochmaske besitzt so viele Löcher, wie Leuchtstofftripel auf dem Bildschirm vorhanden sind, zu jedem Loch gehören drei farbig fluoreszierende Leuchtstoffpunkte. Die drei Elektronenstrahlen treffen gemeinsam auf den gleichen Ort der Maske, durch die Maskenlöcher hindurch gelangen jedoch nur diejenigen Elektronen auf den zugehörigen Leuchtpunkt des Leuchttripels (blau, grün, rot), die dem zugehörigen Elektronenstrahl entstammen: Die drei Elektronenstrahlen sind für alle drei Farben gleich, kommen jedoch aus leicht unterschiedlicher Richtung, da die Elektronenkanonen im Röhrenhals im Dreieck (Delta-Röhre bzw. „Chromatron“) bzw. bei Schlitzmasken nebeneinander (in-line bzw. „Trinitron“) angeordnet sind. Die Lochmaske schattet aus der jeweiligen Richtung die Leuchtstoffe („Phosphore“) mit den falschen Farben ab, d. h., sie verhindert, dass z. B. der Elektronenstrahl für Rot die Stellen auf der Leuchtstoffschicht trifft, die grün leuchten. Die Lichterzeugung erfolgt durch Fluoreszenz durch das Auftreffen der Elektronen auf die entsprechenden Leuchtstoffschichten auf der Rückseite des Bildschirms. Alle drei Elektronenstrahlen müssen auf der Maske bzw. dem Bildschirm immer gemeinsam auf die gleiche Stelle treffen. Der Aufwand, diese Konvergenz auch bei der Strahlablenkung über die gesamte Bildschirmfläche zu erreichen, ist bei Dreieck- bzw. Deltaanordnung der Elektronenstrahlen sehr hoch.
Um den Korrektur-Aufwand zu verringern, besteht die Maske insbesondere bei Fernsehgeräten statt aus runden Löchern aus schmalen senkrechten Schlitzen. Man spricht dann von einer Schlitzmaske; die Elektronenkanonen sind hierbei nebeneinander angeordnet, der Konvergenzaufwand verringert sich, es gelangt ein höherer Anteil der Elektronen auf den Leuchtschirm.
Computerbildschirme verwenden jedoch weiterhin Lochmasken, um Aliasingeffekte an geraden Kanten (z. B. bei CAD-Anwendungen) zu vermeiden.
Die Auflösung einer Bildröhre ist wesentlich vom Lochabstand (dot pitch) abhängig. Dieser beträgt bei Monitoren 0,21 bis 0,28 mm, wobei normalerweise der Abstand zwischen zwei Löchern (Lochmitte zu Lochmitte) angegeben wird. Je geringer der Lochabstand ist, desto höher ist die mögliche Auflösung der Röhre und umso detailreicher ist die Bilddarstellung – vorausgesetzt, die Fokussierung und die Konvergenz sind entsprechend gut.

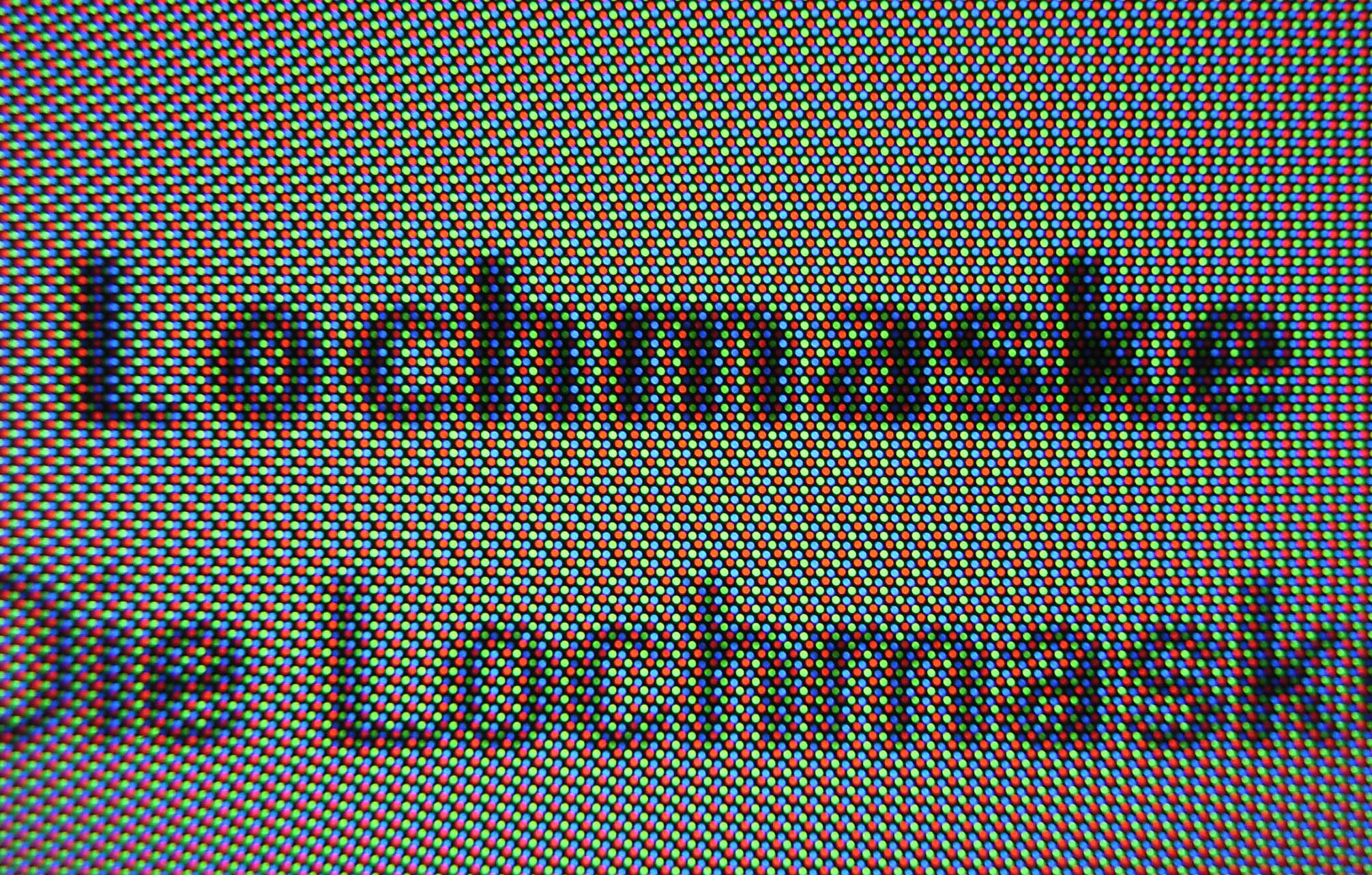
Makroaufnahme eines Bildschirms mit Lochmaske

In der Abbildung links ist die Makroaufnahme des Wortes Lochmaske aus diesem Artikel zu sehen. Die einzelnen Farbkomponenten Rot, Grün und Blau lassen sich ebenfalls sehr gut erkennen. Dadurch, dass das menschliche Auge nicht imstande ist, die einzelnen Farbpunkte aufzulösen, entsteht durch additive Farbmischung der Eindruck, dass es sich z. B. um Weiß handelt.
Besonders am Bildrand eines Monitors bzw. einer Fernsehbildröhre sind die Konvergenzfehler (die drei Elektronenstrahlen treffen nicht am gleichen Ort auf) sichtbar. Sie führen zu Farbrändern an Konturen. Die Konvergenz ist bei Monitoren mit Lochmaske (Delta-Anordnung der Elektronenstrahlen) im Gegensatz zum Trinitron (Strahlen nebeneinander) schwieriger zu erreichen.
Ein Problem von Lochmasken ist das sogenannte Doming (Aufwölbung), welches durch den gegenüber Schlitzmasken vergleichsweise hohen Wärmeeintrag in die Lochmaske und deren thermische Verformung entsteht.

## Herstellung
Loch- und Schlitzmasken für Fernsehgeräte und Computermonitore wurden aus 140 µm bis etwa 250 µm dickem Invarstahl oder anderem Stahl mit geringer Wärmedehnung hergestellt. Das Lochmaskenblech wird mit Fotolack (z. B. Casein) beschichtet. Nach der Belichtung in einem sogenannten „Printer“ ätzt man die Löcher bei ca. 70 °C unter Einwirkung von Chlorgas aus. Nach der Reinigung und Trocknung werden die Masken umfangreichen technischen Kontrollen unterzogen. Die Produktion von Loch- und Schlitzmasken konzentriert sich mittlerweile weitgehend in Ostasien. Der letzte westeuropäische Hersteller (Buckbee-Mears) war bis 2004 im südbadischen Müllheim angesiedelt.
Die Beschichtung der Röhren mit den Leuchtstoffen erfolgt durch photolithographische Verfahren in mehreren Schritten.
Die Belichtung wird hierbei mit exakt der Stahlmaske durchgeführt, die später genau in diese Röhre eingebaut wird.
Dadurch wird eine gute Deckungsgleichheit zwischen dem Punktraster auf dem Glaskolben und der Stahlmaske erreicht.

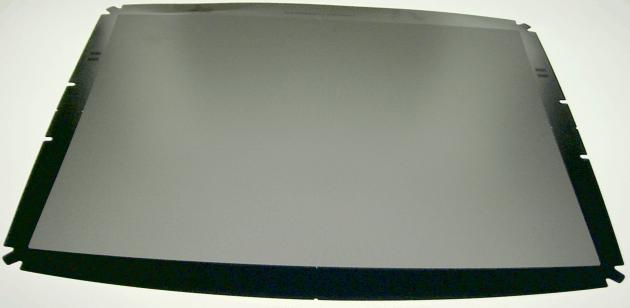
Computermonitor-Lochmaske auf einem Leuchttisch
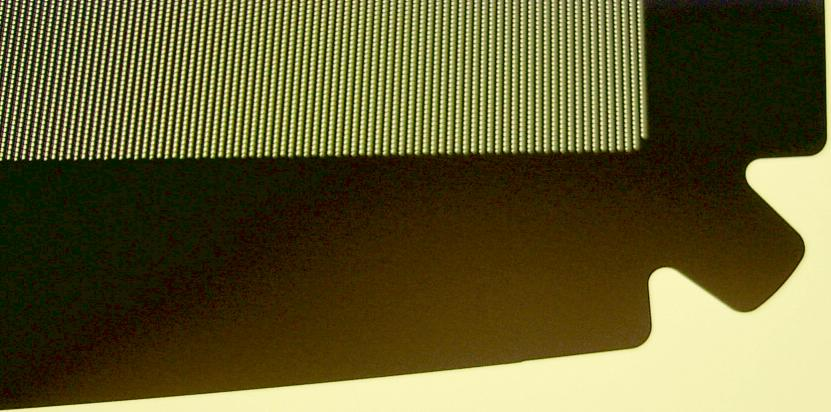
Ausschnitt Rastermaske